# Lapathos/Boğaziçi
Lapathos, griechisch Λάπαθος, türkisch Boğaziçi, ist ein Ort im Distrikt İskele der Türkischen Republik Nordzypern, nordwestlich von Famagusta (Gazimağusa) und etwa 9 km östlich von Lefkoniko.
Formal liegt der Ort auch im Bezirk Famagusta der Republik Zypern.